# Madeurycoccus bicolor
Madeurycoccus bicolor är en insektsart som beskrevs av De Lotto 1967. Madeurycoccus bicolor ingår i släktet Madeurycoccus och familjen ullsköldlöss. Inga underarter finns listade i Catalogue of Life.